# Marsala (vino)

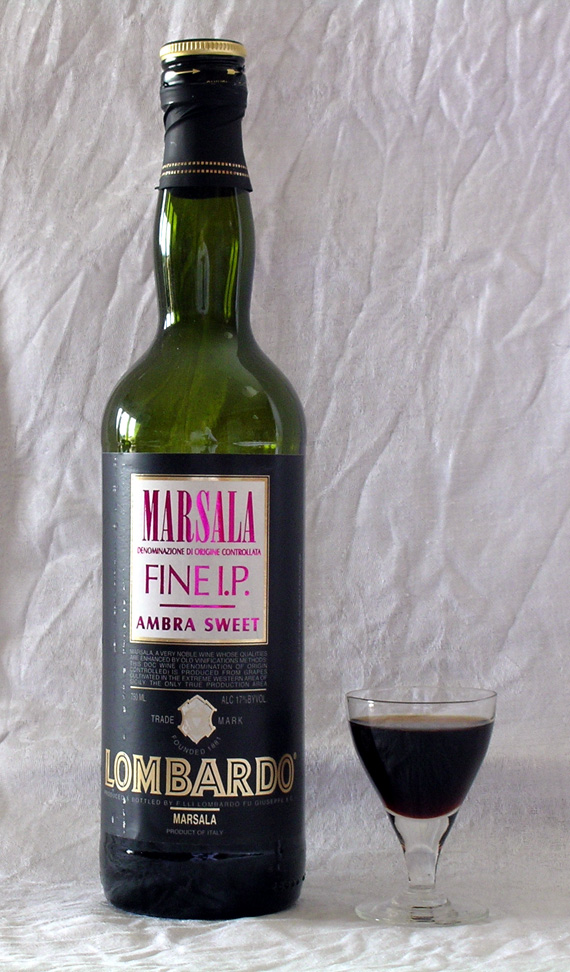
Una muestra de vino de Marsala.

El Marsala es un vino producido en la región que rodea a la ciudad italiana de Marsala (Sicilia). Recibió la Denominación de Origen Protegida en 1969.
Aunque los habitantes de la ciudad toman a veces Marsala añejo, el vino producido para exportar es siempre fortificado y parecido al Oporto. Originalmente el Marsala se fortificaba para asegurar que resistiría viajes marítimos largos, pero actualmente se hace debido a su popularidad en el mercado exterior.

## Historia
La versión digna de mayor crédito sobre la expansión del Marsala a un público amplio se atribuye al comerciante inglés John Woodhouse. En 1773, Woodhouse arribó al puerto de Marsala y descubrió el vino local producido en la región, que se envejecía en toneles de madera y sabía parecido a los vinos fortificados españoles y portugueses que eran entonces populares en el Reino Unido. El Marsala fortificado se producía (y se sigue produciendo) según un proceso llamado in perpetuum, que es parecido a la solera usada para obtener Jerez.
Woodhouse reconoció que el proceso in perpetuum elevaba el nivel de alcohol y sabor alcohólico del vino al tiempo que preservaba estas características durante los largos viajes por mar, y creyó que el Marsala sería popular en Inglaterra. De hecho, el Marsala resultó ser tan exitoso que Woodhouse volvió a Sicilia y, en 1796, empezó la producción masiva y comercialización del vino de Marsala.

En 1833, el emprendedor Vincenzo Florio Sr., calabrés de nacimiento y palermitano de adopción, compró grandes extensiones de terreno entre los dos mayores productores asentados de Marsala y empezó a producir sus propias cosechas con un tipo de uva incluso más exclusivo.

Florio compró la firma de Woodhouse, entre otras, a finales del siglo XIX y consolidó la industria vitivinícola de Marsala. Florio y Pellegrino siguen siendo actualmente los mayores productores de vino de Marsala.

## Características y tipos
El Marsala se produce usando las variedades de uva blanca Grillo, Inzolia y Catarratto, entre otras. Se servía tradicionalmente como aperitivo entre el primer y el segundo plato de una comida. Actualmente se sirve bien frío con parmesano (stravecchio), gorgonzola, roquefort y otros quesos picantes, con fruta o pasteles, o a temperatura ambiente como vino de postre. A veces se compara con otro vino siciliano, el Passito di Pantelleria (vino de pasa de Pantelaria).
Los vinos de Marsala se clasifican por su color, dulzor y periodo de envejecimiento. Los tres niveles de dulzor son secco (con un máximo de 40 gramos de azúcar residual por litro), semisecco' (41-100 g/l) y sweet (más de 100 g/l). Las categorías de color y añejamiento son como siguen:
- Oro, de color dorado.
- Ambra, de color ámbar, procedente del mosto cotto añadido para endulzarlo.
- Rubino, de color rubí.
- Fine, envejecimiento mínimo, típicamente menos de un año.
- Superiore, envejecido al menos dos años.
- Superiore Riserva, envejecido al menos cuatro años.
- Vergine e/o Soleras, envejecido al menos cinco años.
- Vergine e/o Soleras Stravecchio e Vergine e/o Soleras Riserva, envejecido al menos diez años.[8]

## En cocina
El vino de Marsala se usa frecuentemente en la cocina, y es especialmente corriente en los restaurantes italianos de Estados Unidos. Una típica salsa de Marsala, por ejemplo, implica reducir el vino hasta casi un jarabe con cebolla o chalota, añadiendo entonces setas y hierbas. Una de las recetas más populares con Marsala es el pollo marsala, en la que medias pechugas de pollo aporreadas y enharinadas se estofan en una mezcla de vino, mantequilla, aceite de oliva, setas y especias. El Marsala también se usa en algunas recetas de risotto, y para elaborar postres italianos fuertes como el zabaglione o el tiramisú.